# Göhmannsche Buchdruckerei

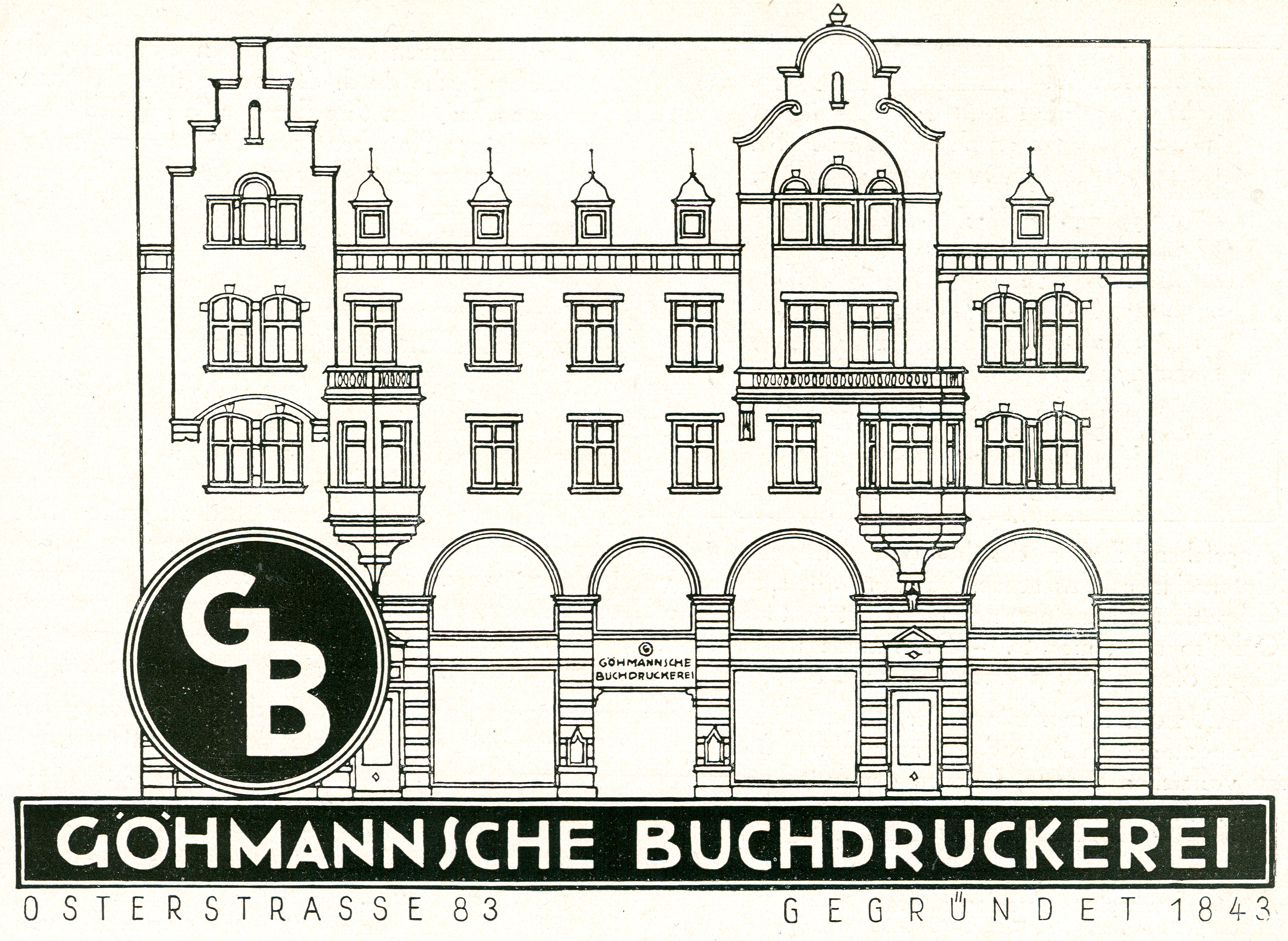
Fassade des 1906 in der Osterstraße 83 in Hannover errichteten Fabrikgebäudes der Göhmannschen Buchdruckerei;
mit dem Firmenlogo der verschlungenen Buchstaben „GB“ auf dunklem Kreis

Die Göhmannsche Buchdruckerei in Hannover war eine im 19. Jahrhundert gegründete und bis in das 20. Jahrhundert betriebene Buchdruckerei mit angeschlossenem Verlag.

## Geschichte

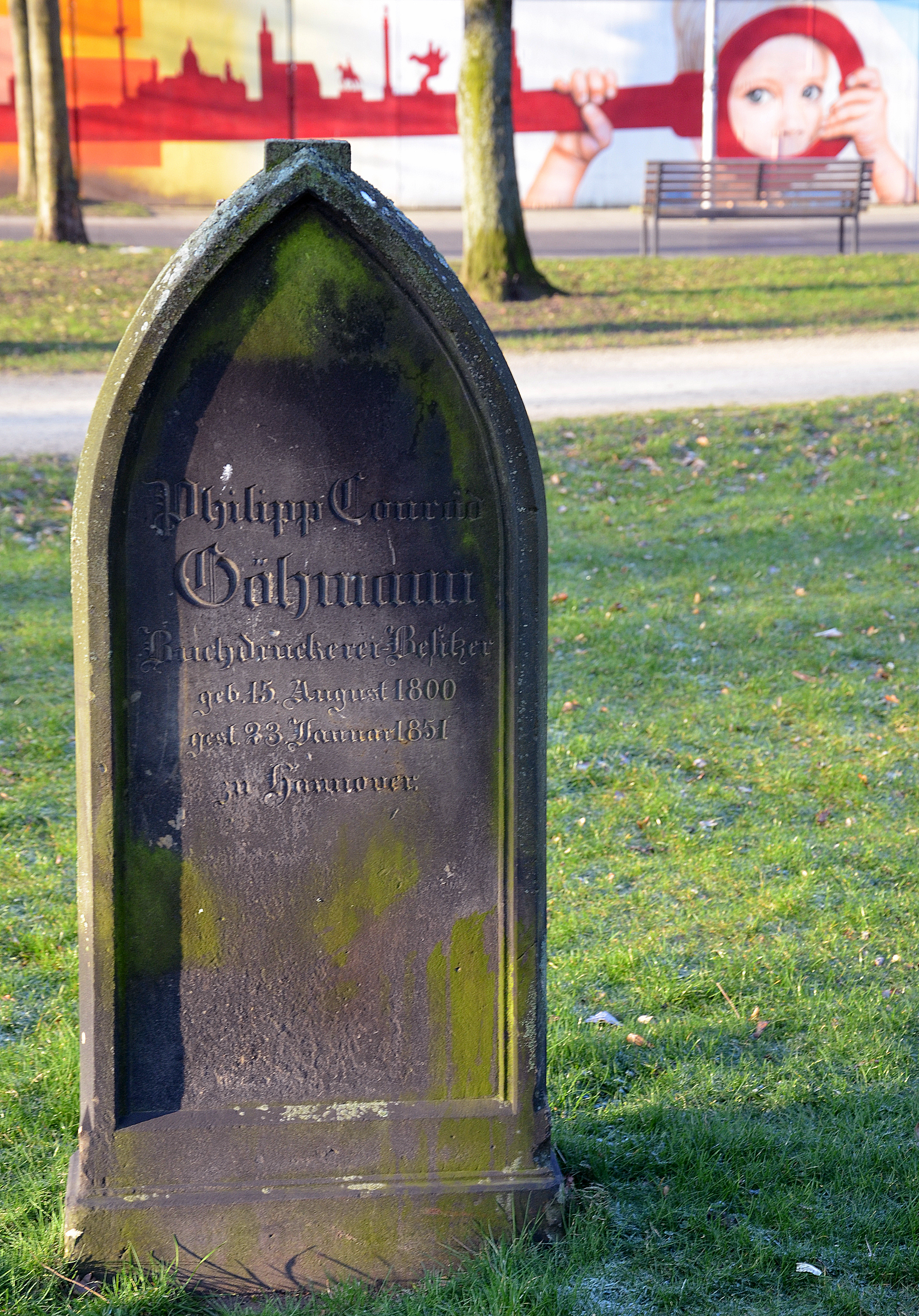
Der denkmalgeschützte Grabstein für Philipp Conrad Göhmann auf dem Alten St.-Nikolai-Friedhof in Hannover

Philipp Conrad Göhmann (* 15. August 1800; † 23. Januar 1851) war ab 1838 zunächst als Faktor in der Königlichen Hofbuchdruckerei von Ernst August Telgener tätig. bevor er 1843 in der seinerzeitigen Residenzstadt des Königreichs Hannover eine eigene Druckerei gründete.

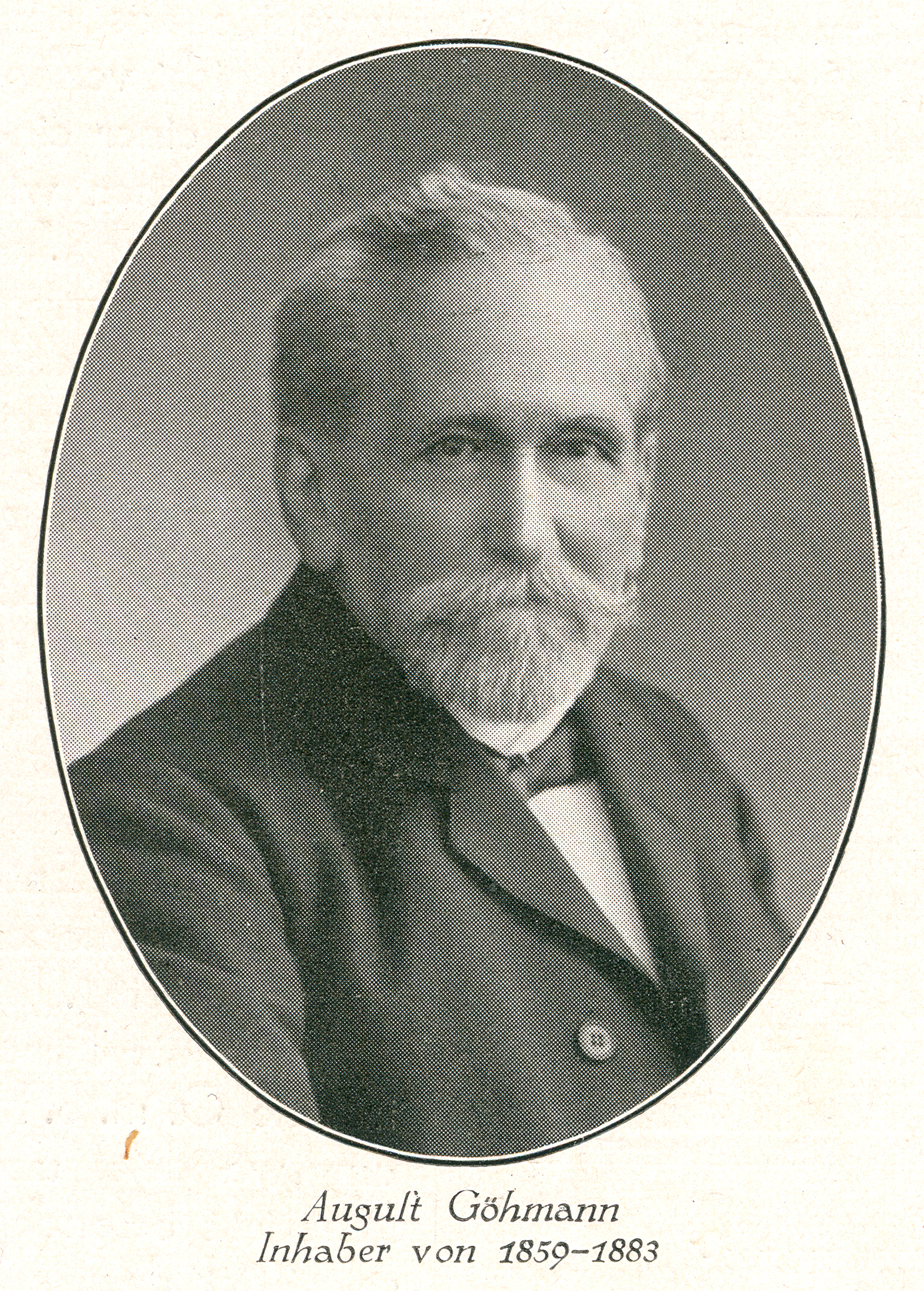
August Göhmann senior, Inhaber der Buchdruckerei von 1859 bis 1883

Laut den Adressbücher von Hannover aus den Jahren 1852 und 1859 stand die Ehefrau Göhmanns, „Engel Justine“, selbst als Druckerin an den Maschinen. Doch nach dem Tode des Unternehmensgründers im Jahr 1859 übernahm dessen Sohn August das Unternehmen und führte es zunächst als alleiniger Inhaber fort.

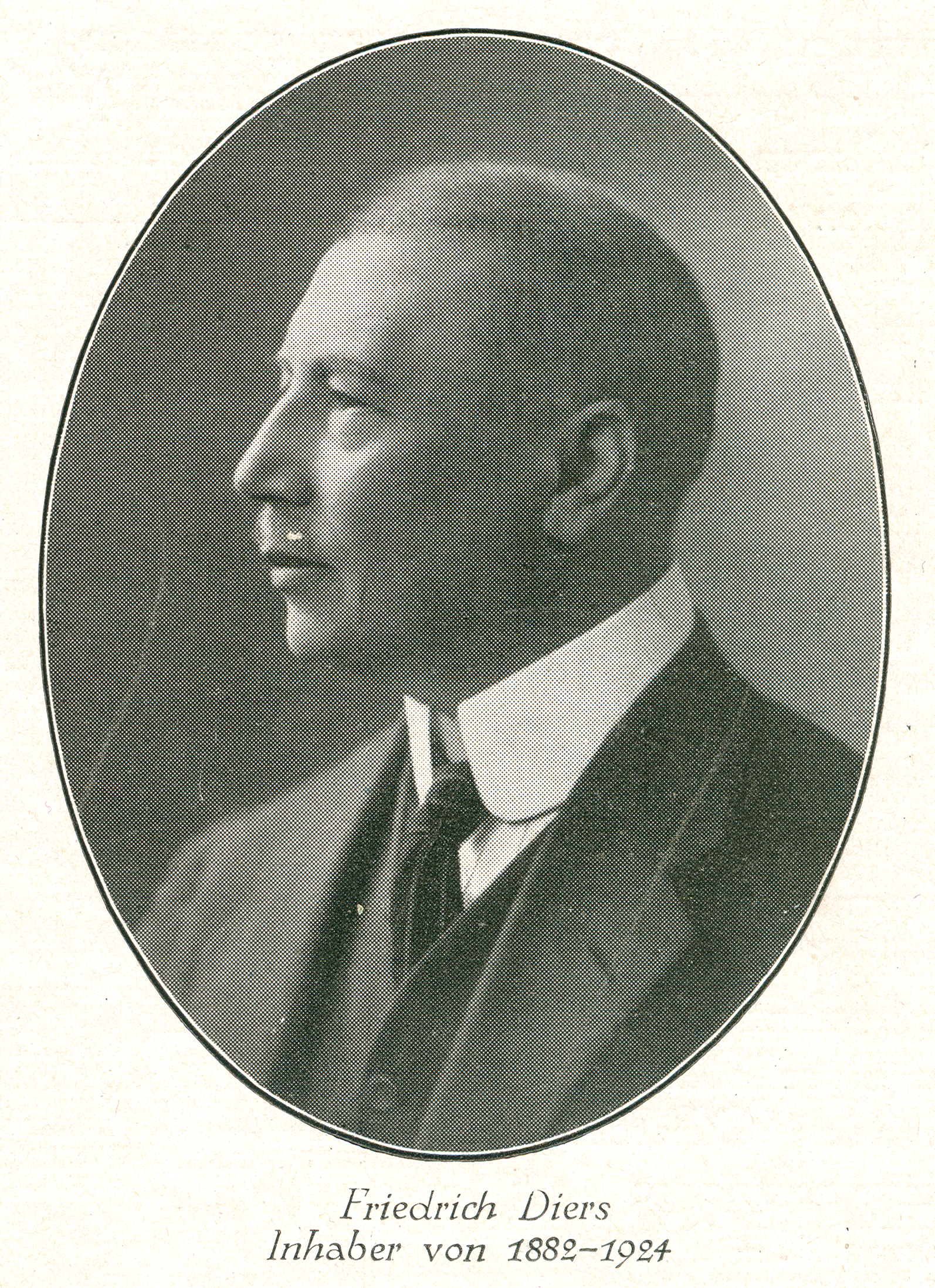
Friedrich Diers senior, Inhaber von 1882 bis 1924

1882 nahm August Göhmann Friedrich Diers senior († 1924) zunächst als Teilhaber auf, dieser erwarb jedoch schon im Folgejahr 1883 sämtliche Geschäftsanteile, firmierte allerdings weiterhin als Göhmannsche Druckerei.
Zur Befriedigung der wachsenden Nachfrage nach Druckwerken wurde der „[...] Bau eines neuzeitlichen Fabrikgebäudes notwendig“, das dann ab 1906 auf dem hierfür gekauften Grundstück unter der seinerzeitigen Adresse Osterstraße 83 durch die hannoversche Baufirma Robert Grastorf GmbH errichtet wurde.
Spätestens zur Zeit der Weimarer Republik und nach der Deutschen Hyperinflation trat die Göhmannsche Buchhandlung ab 1924 auch als Verlag auf, insbesondere für Walter Strauß, einen Eisenbahn- und Modelleisenbahn-Experten.
Nach dem Tod von Diers sen. im Jahr 1924 übernahmen dessen Kinder Friedrich und Marie-Luise Diers die Firma.
Von den verlegten Büchern befinden sich immer noch viele in zahlreichen Universitätsbibliotheken.